# No Hard Feelings
No Hard Feelings (titulada en España Sin malos rollos y en Hispanoamérica Hazme el favor) es una película estadounidense de comedia erótica sobre la mayoría de edad dirigida por Gene Stupnitsky a partir de un guion que coescribió junto con John Phillips. Además Jennifer Lawrence es la productora y protagonista principal, junto con Andrew Barth Feldman, completan el elenco de actores en papeles secundarios Matthew Broderick, Laura Benanti, Natalie Morales, Scott MacArthur y Ebon Moss-Bachrach.
El proyecto se anunció en octubre de 2021, cuando Sony Pictures Releasing y Columbia Pictures ganaron una guerra de ofertas entre Apple Original Films, Netflix y Universal Pictures. Lawrence se unió al elenco y produjo la película junto con Stupnitsky como director. Gran parte del elenco se unió al proyecto entre septiembre y octubre de 2022. Con un presupuesto de producción de 45 millones de dólares, el rodaje comenzó a finales de septiembre en varias ubicaciones del condado de Nassau en el área metropolitana de la ciudad de Nueva York y finalizó en noviembre.
La película se estrenó en cines el 23 de junio de 2023 por Sony Pictures Releasing y recibió críticas generalmente positivas de la prensa especializada, con elogios dirigidos a la actuación cómica de Lawrence. Lawrence obtuvo una nominación a Mejor Actriz en una película de Comedia o Musical en la 81.ª edición de los Globos de Oro y la película fue nominada a Mejor Comedia en la 29.ª edición de los Premios de la Crítica Cinematográfica.

## Sinopsis
La película está ambientada en Montauk, Nueva York, donde Maddie (Jennifer Lawrence), una conductora de Uber que se enfrenta a la bancarrota después de que embargan su automóvil, se ve obligada a aceptar un trabajo bastante inusual publicado en el sitio web de anuncios clasificados, Craigslist. Sus nuevos empleadores son unos padres que han notado que su hijo adolescente, socialmente despistado pero académicamente dotado, no está interesado en las interacciones humanas, salir con mujeres o tener relaciones sexuales. A cambio de un Buick Regal, Maddie acepta convertirse en la «novia» de su hijo, «salir con él hasta sacarle los sesos» y ayudarlo a incorporarse a la vida adulta.

## Elenco
- Jennifer Lawrence como Maddie Barker[6]
- Andrew Barth Feldman como Percy[6]
- Matthew Broderick como Laird, el padre de Percy[6]
- Laura Benanti como Allison, la madre de Percy[6]
- Natalie Morales como Sara, la mejor amiga de Maddie[6]
- Scott MacArthur como Jim, un amigo de Maddie[6]
- Ebon Moss-Bachrach como Gary[6]
- Hasan Minhaj como Doug[7]
- Kyle Mooney como Jody[7]
- Zahn McClarnon como Gabe Sawyer, un abogado que ha representado a Maddie en varias ocasiones.[8]
- Achi Miller como adolescente.[9]

## Producción
Su trama surgió de un anuncio real publicado en Craigslist enviado a Stupnitsky por los productores Provissiero y Odenkirk, en el que el primero le contó a Lawrence la historia durante una cena con ella en mente para el papel.
En octubre de 2021, se anunció que Sony ganó un paquete de comedia con clasificación R altamente competitivo respaldado por la productora-estrella Jennifer Lawrence y el director Gene Stupnitsky sobre los estudios Apple, Netflix y Universal Pictures para su estreno exclusivo en cines. Lawrence, Alex Saks, Marc Provissiero, Naomi Odenkirk y Justine Polsky son los productores, mientras que Stupnitsky coescribió el guion junto con John Phillips. En julio de 2022, se informó que Sony seguiría adelante con la película y que su estreno en cines estaba programado para el 16 de junio de 2023.
En septiembre de 2022, Andrew Barth Feldman se unió al elenco como el protagonista principal masculino, mientras que Laura Benanti y Matthew Broderick fueron elegidos como sus padres; Ebon Moss-Bachrach también se unió al elenco. En octubre de 2022, se completó el elenco de protagonistas con la incorporación de Natalie Morales y Scott MacArthur como los amigos del personaje de Maddie.
La filmación de la película comenzó a finales de septiembre de 2022 en varias ubicaciones del condado de Nassau en Nueva York, como Hempstead, Point Lookout, Lawrence y Uniondale. La estación de pesca de Ted ubicada en Point Lookout se hizo para parecerse a «Montauk Dock East». En octubre, la producción filmó escenas en North Shore Animal League America en Port Washington. El rodaje concluyó en noviembre. Mychael Danna y Jessica Rose Weiss fueron los encargados de componer la banda sonora de la película.

### Banda sonora original
Mychael Danna y Jessica Rose Weiss compusieron la banda sonora de la película.

#### Lista de canciones
| Lista de canciones de No Hard Feelings (Banda sonora original de la película) |                                                      |          |  |
| N.º                                                                           | Título                                               | Duración |  |
| 1.                                                                            | «I Just Can't Decide»                                | 2:11     |  |
| 2.                                                                            | «Adopt a Do»                                         | 0:46     |  |
| 3.                                                                            | «Keep Paddling»                                      | 4:14     |  |
| 4.                                                                            | «Come On Up»                                         | 0:40     |  |
| 5.                                                                            | «Guess We're Doin' This»                             | 1:06     |  |
| 6.                                                                            | «There's That Smile»                                 | 1:42     |  |
| 7.                                                                            | «Skinny»                                             | 1:20     |  |
| 8.                                                                            | «Maneater» (interpretado por Andrew Barth Feldman)   | 2:48     |  |
| 9.                                                                            | «Doesn't Anyone Fuck Anymore?»                       | 0:56     |  |
| 10.                                                                           | «Finally Going to Prom»                              | 1:33     |  |
| 11.                                                                           | «I Still Love You»                                   | 0:54     |  |
| 12.                                                                           | «I'd Like to Leave Please»                           | 1:17     |  |
| 13.                                                                           | «That'll Teach Her»                                  | 0:57     |  |
| 14.                                                                           | «I Don't Have to Have Sex With Him?»                 | 0:41     |  |
| 15.                                                                           | «Was Any of It Real?»                                | 1:32     |  |
| 16.                                                                           | «Don't Get Too Excited»                              | 1:53     |  |
| 17.                                                                           | «You Have a Rich Dad»                                | 0:43     |  |
| 18.                                                                           | «Get Off the Hood»                                   | 1:20     |  |
| 19.                                                                           | «Just Needed a Little Love»                          | 1:46     |  |
| 20.                                                                           | «Back to the Start» (interpretado por Cary Brothers) | 3:27     |  |

## Estreno
No Hard Feelings se estrenó en cines el 23 de junio de 2023. Inicialmente estaba programado su estreno la semana anterior, el 16 de junio de 2023, pero está se retrasó.
Fue lanzado en formatos digitales, el 15 de agosto de 2023 y el 29 de agosto en DVD y Blu-ray.

### Marketing
La campaña de marketing de la producción comenzó el 6 de marzo de 2023 cuando se publicaron anuncios publicitarios que decían «¿Necesitas un auto? 'Cita' con nuestro hijo» en vallas publicitarias y quioscos de periódicos en todo Estados Unidos, así como en plataformas sociales como Instagram, Reddit y Facebook. El 9 de marzo de 2023 se publicó un avance de la película, que aborda los anuncios. El 24 de abril de 2023, se lanzó un póster teaser con Lawrence y Feldman. PopSugar señaló que las etiquetas que aparecen en el póster de promoción de la película (solo en la versión en inglés) que dicen «pretty (bonita)» y «awkward (incómodo)» establecen «lo que seguramente será la dicotomía central de la película» —en la versión en español dicen «Escandalosa» y «Virginidad»—.

## Recepción

### Taquilla
No Hard Feelings recaudó $50,5 millones en los Estados Unidos y Canadá, y $36,7 millones en el resto de países, para un total mundial de $87,2 millones.
En los Estados Unidos y Canadá, la película se estrenó junto con la amplia expansión de Asteroid City, y se esperaba que recaudaría alrededor de 12 millones de dólares en 3208 salas en su primer fin de semana. La película recaudó 6,25 millones de dólares en su primer día, incluidos 2,15 millones de dólares de los avances del jueves por la noche. Continuó con un desempeño ligeramente superior y debutó con $15 millones, terminando en cuarto lugar. Deadline Hollywood lo calificó como «un gran comienzo pospandemia para una comedia obscena poco común». En su segundo fin de semana, la película recaudó 7,9 millones de dólares y un total de 11,3 millones de dólares durante el fin de semana de cinco días del Día de la Independencia. Su caída del 48% se considera «un mantenimiento muy sólido»» en un mercado post-Covid. Luego ganó 5,4 millones de dólares en su tercer fin de semana y terminó en quinto lugar.

### Respuesta de la crítica
En el sitio web agregador de reseñas Rotten Tomatoes, el 67 % de las 106 reseñas de los críticos son positivas, con una calificación promedio de 6/10. El consenso del sitio web dice: «Esta comedia obscena a menudo juega de manera decepcionantemente segura, pero las dotes cómicas y dramáticas de Jennifer Lawrence aseguran que el resultado final provoque "No Hard Feelings"». Por su parte el sitio web Metacritic, que utiliza un promedio ponderado, asignó a la película una puntuación de 59 sobre 100, según 41 críticos, lo que indica «críticas mixtas o promedio».
El público encuestado por CinemaScore le dio a la película una calificación promedio de "B+" en una escala de A+ a F, mientras que PostTrak informó que el 84 % de los espectadores le dieron una calificación positiva y el 59 % dijo que definitivamente la recomendaría.

### Premios
Por su actuación en la película, Lawrence obtuvo una nominación a Mejor Actriz en una película de Comedia o Musical en la 81.ª edición de los Globos de Oro y la película fue nominada a Mejor Comedia en la 29.ª edición de los Premios de la Crítica Cinematográfica.